# Велико Требелєво
Велико Требелєво (словен. Veliko Trebeljevo) — поселення в общині Любляна, Осреднєсловенський регіон, Словенія. Висота над рівнем моря: 555 м.